# Западные земли (роман)
«Западные земли» (англ. The Western Lands) — роман писателя бит-поколения Уильяма Берроуза, заключительная часть его трилогии, куда также входят книги «Города красной ночи» и «Пространство мёртвых дорог». Как правило, «Западные земли» считаются лучшей книгой позднего периода творчества Берроуза и вершиной трилогии; согласно The Guardian, это его вторая по уровню книга после «Голого завтрака».

## Перевод
Перевод книги на русский язык, выполненный Ильёй Кормильцевым, выпущен издательствами «АСТ» и «Адаптек/T-ough press» в серии «Альтернатива» в 2005 году.